# 海津町立高須小学校内記分校
海津町立高須小学校内記分校（かいづちょうりつ たかすしょうがっこう　ないきぶんこう）は、かつて岐阜県海津郡海津町（現・海津市）に存在した公立小学校の分校。

## 概要
- 高須小学校の分校であり、現在の海津市海津町内記に存在した。1967年廃校。

## 沿革
高須小学校の沿革誌では、1885年に内記分校の前身の嚶々小学校は日新小学校に統合され、1886年2月に分立となっているが、内記分校の沿革誌ではこの時期の統合が記述されていないなど、異なる点が多くある。ここでは海津町史通史編の内記分校の記述を参考にして記述する。
- 1873年（明治6年） -
  - 内記村に嚶々義校が開校する。萱野村、内記村、五町村、札野村の児童が通学する。
  - 稲山村に進明学校が開校する。
- 1874年（明治7年） -　嚶々義校が嚶々小学校に、進明学校が進明小学校に改称する。
- 1875年（明治8年）1月 -
  - 萱野村、東小島村、西小島村（一部）が合併し、三ツ葉村が発足。
  - 下梶村、五町村、柳湊村、西小島村（一部）が合併し、稲山村が発足。
  - 馬目村、福島村、内記村が合併し、三喜村が発足。
- 1876年（明治9年）12月 - 伊勢暴動の暴徒が岐阜県多芸郡、石津郡に乱入。嚶々小学校の校舎が襲撃により全焼し、札野村の覚念寺[注釈 2]を仮校舎とする。
- 1881年（明治14年）
  - 7月 - 三ツ葉村が分割して萱野村、東小島村、西小島村となる。
  - 11月 - 三喜村が分割して馬目村、福島村、内記村となる。
- 1882年（明治15年）10月 - 嚶々小学校が内記村字突留に新築移転。
- 1886年（明治19年）12月 - 深浜村の児童が嚶々小学校に委託される。
- 1887年（明治20年）11月1日 - 嚶々小学校が進明学校を統合する。同時に嚶々尋常高等小学校に改称する。
- 1893年（明治26年） - 新築移転。高等科を廃止し、内記尋常小学校に改称する。
- 1896年（明治29年）
  - 9月11日 - 暴風雨[注釈 3]により校舎が流出。休校を余儀なくされる。
  - 　11月11日 - 民家を仮校舎として授業を再開。
- 1897年（明治30年）4月1日 -
  - 高須町、高須村、萱野村、札野村、内記村、馬目村、福岡村、日下丸村、西小島村、東小島村 が合併し、高須町が発足。
  - 稲山村、安田村、安田新田、本阿弥新田、沼新田、帆引新田、深浜村と万寿新田の一部が合併し、西江村が発足。
- 1897年（明治30年）12月 - 西江村大字深浜（旧・深浜村）の委託を解消。
- 1898年（明治31年）9月5日 - 校舎を新築する。
- 1911年（明治44年）
  - 6月6日 - 高須尋常高等小学校への統合が認可され、廃校。
  - 7月19日 - 高須尋常高等小学校内記分教場の設置が認可される。旧・内記尋常小学校校舎を転用し、高須尋常高等小学校内記分教場となる。
  - 12月1日 - 校舎を増築する。
- 1941年（昭和16年）4月1日 - 高須国民学校内記分教場に改称する。
- 1947年（昭和22年）4月1日 - 高須町立高須小学校内記分校に改称する。
- 1953年（昭和28年）3月 - 校舎を改築する。一時的に児童は高須小学校への通学となる。
- 1955年（昭和30年）1月15日 - 高須町、西江村、大江村、吉里村、東江村と合併して海津町が発足。同時に海津町立高須小学校内記分校に改称する。校区の稲山地区（旧・西江村大字稲山）の一部が海津町立西江小学校校区に移動する。
- 1967年（昭和42年）
  - 3月23日 - 廃校式を行う。
  - 3月31日 - 廃校。